# 氢溴酸
氢溴酸是溴化氢的水溶液，其pKa为−9，酸性比盐酸强，但比氢碘酸弱。它是最强的无机酸之一。
室温下饱和氢溴酸的浓度为68.85%（质量比），恒沸混合物中含47.38%质量HBr，沸点126°C。

## 化學性質
氫溴酸是強電解質,因此也是強酸。
HBr+H2O→H3O++Br-

## 用途
氢溴酸主要被用于生产无机溴化物，清除醇盐和酚盐，取代反应中取代羟基，以及与烯烃加成。它也可以催化矿物提取和某些烷基化反应。

## 合成
实验室中可由Br2、SO2和水反应，非氧化性酸（磷酸或乙酸）与溴化物反应，或将无水HBr溶于水制取氢溴酸。
工业上氢溴酸是通过水、溴和硫或磷反应或电解法来制取的。